# Pleurotomella circumvoluta
Pleurotomella circumvoluta é uma espécie de gastrópode do gênero Pleurotomella, pertencente a família Raphitomidae.